# Islamakademin
Islamakademin är en svensk ideell sunni-islamisk förening i Malmö grundad av imamen Salahuddin Barakat år 2013, som delvis finansieras av Malmö stads skattemedel. Dess första kontor fanns i samma lokaler som Ibn Rushd Södra men flyttade år 2015 till lokaler nära Muslimska Församlingen i Malmö. Barakat är (2020) styrelsemedlem i organisationen Open Skåne som ska främja samtal mellan "formella och informella ledare från olika delar av samhället".

## Historik
År 2015 höll föreningen tillsammans med Aysha-moskén i Stockholm kunskapskvällar under namnet Bekämpa IS. Föreningen deltog år 2015 tillsammans med ungdomshuset Flamman, föreningen Spiritus Mundi och Malmö stad i projektet Våra Liv med syftet att förebygga radikalisering och hjälpa de som engagerar sig i våldsbejakande extremism. Projektet lades ned efter ett år efter att ha lyckats identifiera en enda radikaliserad individ, när målsättningen var femtio.
År 2016 fick föreningen projektbidrag från Myndigheten för ungdoms- och civilsamhällesfrågor (MUCF) för projektet Motargument. Samma år skrev även ordförande Barakat och vice ordförande Ekinici ett debattinlägg i Svenska Dagbladet till försvar för Yasri Khan som vägrat hälsa på en journalist genom att skaka hand. De kritiserade även Gulan Avci (Liberala kvinnor) för att denna deltagit i ett seminarium där Ayaan Hirsi Ali höll ett föredrag.
År 2017 startade ledarkonstellationen från projektet Våra Liv (Islamakademin, Flamman ungdomarnas hus och Malmö stad) en satsning med syfte att bromsa ungdomars radikalisering med nytillkomna Rädda Barnen under namnet Safe Space Malmö. Satsningen stöttades med 12,5 miljoner ifrån Allmänna Arvsfonden.
Barakat är medgrundare och styrelsemedlem i det judisk-muslimska samarbetsprojektet Amanah, som mottog Malmö stads pris för Mänskliga rättigheter år 2019. 
Den 7 oktober 2020 publicerade Salahuddin Barakat kontroversiella inlägg på sin personliga Facebooksida. Där riktade han bland annat stark kritik mot Frankrikes president Emmanuel Macron. I inläggen skev Barakat att Frankrike är en "islamofob skurkstat" som lever på att "suga ut blodet på de svaga i världen". Macron är, menade Barakat, "en skurkaktig fjant" och att det enda som är värre än Macron är de "araber och muslimer som ser honom som någon slags räddare eller beskyddare". Inläggen togs senare bort.[källa behövs]

## Ledarskap
- Salahuddin Barakat, grundare och ordförande[16] Barakat är utbildad av islamiskt lärda från bland annat Turkiet, Jemen och Pakistan.[16] Barakat innehar ett diplom i studier av islam i Jemen.[17] Barakat har vid flera tillfällen medverkat i olika program i Sveriges Radio, bland annat Människor och Tro,[18] P1 Morgon,[19] P4 Malmöhus,[20] Konflikt,[21] Ekot[22] och Studio Ett.[23] I mars år 2016 besökte Barakat kanalen TV 2 i Norge för en intervju och vägrade ta värden i hand eftersom denna var kvinna och han hälsade på nyhetsuppläsare Øyvind Brigg med ett handslag.[24]
- Sema Ekinci, vice ordf (2016).[25] Ekinci deltog år 2013 i Hijabupproret.[26] Ekinci medverkade år 2014–2017 runt femton gånger i Sveriges Radios program Morgonandakten.[27]